# Bergen (Olanda de Nord)
Bergen este o comună și o localitate în provincia Olanda de Nord, Țările de Jos. 

## Localități componente
Bergen, Aagtdorp, Bergen aan Zee, Bregtdorp, Camperduin, Catrijp, Egmond aan den Hoef, Egmond aan Zee, Egmond-Binnen, Groet, Hargen, Rinnegom, Schoorl, Schoorldam, Wimmenum.